# 데라다초역
데라다초역(일본어: 寺田町駅, てらだちょうえき, Teradachou-eki)은 일본 오사카부 오사카시 덴노지구에 위치한 서일본 여객철도의 역이다.

## 역 구조
상대식 승강장으로 2면 2선의 고가역이다. 개찰구는 남북 양쪽에 있다.
어번 네트워크 구역의 일부로 이코카 및 제휴 IC 카드의 사용이 가능하다. 또 서일본 여객철도의 특정도구시내 제도에 의한 '오사카 시내'에 속해 있다.

### 승강장
| 1 | ■ 오사카 순환선 (내선) | 쓰루하시・교바시 방면   |
| 2 | ■ 오사카 순환선 (외선) | 덴노지・신이마미야 방면 |

## 역사
- 1932년 7월 16일: 조토 선의 덴노지 ~ 모모다니 간에 신설 개업.
- 1961년 4월 25일: 오사카 순환선에 배속되었다.
- 1987년 4월 1일: 민영화에 의해 서일본 여객철도의 소속이 되었다.
- 2003년 11월 1일: 이코카의 사용이 개시되었다.

## 인접정차역
| 서일본 여객철도 오사카 순환선 | 서일본 여객철도 오사카 순환선 | 서일본 여객철도 오사카 순환선 |
| ----------------------------- | ----------------------------- | ----------------------------- |
| 덴노지 외선 순환              | ■ 오사카 순환선               | 모모다니 내선 순환            |